# Lupinus evermannii
Lupinus evermannii är en ärtväxtart som beskrevs av Per Axel Rydberg. Lupinus evermannii ingår i släktet lupiner, och familjen ärtväxter. Inga underarter finns listade i Catalogue of Life.